# 派奇·亞當斯
派奇·亞當斯（英語：Patch Adams，1945年5月28日—）是美國醫生，小丑醫生。本名為杭特·坎貝爾·亞當斯（Hunter Campbell Adams），生於華盛頓特區。他是湯姆·薛狄艾克導演，羅賓·威廉斯主演的電影『心靈點滴』的原型人物，也是開始發展小丑醫生等活動的人物。現在於世界各地的診察活動中盡力實踐這項目標，並為了普及化而到處進行演講。

## 生平
父親為美國士兵，在父親駐紮於韓國以及德國等屯駐地期間成長。與父親疎遠，父親過世後，與擔任教師的母親以及兄長回到美國。但在學校卻遇到霸凌，為了逃避而3次入院。18歳時，認為無法逃避這個問題，因此決心要改變社會，出院後，開始以小丑的打扮來娛樂大家，同時也閱讀許多書籍。學生時對於以賺錢為優先的醫療產生懷疑，因此立下以愛與幽默來溫柔對待人們的醫療目標。1964年，進入喬治·華盛頓大學醫學系進學課程。（美國大學畢業就能進入醫學大學。醫學部進學課程為其預備課程。）1967年，進入維吉尼亞醫學大學。1971年從該大學畢業，並在西維吉尼亞州的波卡洪塔斯縣，設立一間能夠達成自己希望的目標，並能提供免費醫療的醫院「康健醫院」。「康健醫院」意指「讓大家能回復元氣的醫院」的意思。「die Gesundheit」原來是德語「健康」的意思，也是用於突然有人打噴嚏時，旁人會問他「還好嗎?」「請多注意」「一切平安」等問候時的場合。他在12年間持續進行免費的醫治。（當時因為他的作為被認為太過異想天開而沒有人願意捐款，讓他不得不為了維持營運而從事其他工作）
將來的目標是希望能夠建立全新的「康健醫院」，預計同樣設立在西維吉尼亞州，並期待能成為具備全體綜合醫療以及心理介護的醫院。
派奇·亞當斯本身還是名社運者，也是另一種民間外交官，職業小丑以及藝術家，甚至也是一名演員。例如，他每年都與世界上各地的志工前往俄羅斯，進行娛樂孤兒，病患等許多人，讓他們能重抱希望的慈善活動。

## 著作
- 派奇·亞當斯『派奇·亞當斯與夢想的醫院 為了病患而追求真實的醫療』1999年

## 備註
1. ↑  .   [2019-08-05]. （原始内容存档于2013-02-11）.

## 關連項目
- 心靈點滴
- 敘事醫學

## 外部連結
- 康健醫院官網 （页面存档备份，存于）（英文）